# Grigor Gurzadjan
Grigor Aramovič Gurzadjan (armensko Գրիգոր Արամի Գուրզադյան, rusko Григо́р Ара́мович Гурзадя́н), armenski astrofizik, * 15. oktober 1922, Bagdad, Iraško kraljestvo (sedaj Irak), † 22. februar 2014, Erevan, Armenija.
Gurzadjan je bil pionir na področju vesoljske astronomije. Njegov sin Vahe (* 1955) je priznan fizik.

## Življenje
Rodil se je v Bagdau v tedanjem Iraškem kraljestvu pod britansko upravo. Njegova starša sta pobegnila pred masakri Otomanskega imperija v zahodni Armeniji leta 1915. Diplomiral je leta 1944 na Oddelku za hidrotehniko in gradbeništvo na tedanjem Erevanskem politehniškem inštitutu. Po diplomi je študiral pri Ambarcumjanu, ki se je ravno vrnil v Armenijo. Skupaj z njim je sodeloval pri ustanovitvi Bjurakanskega astrofizikalnega observatorija. Nato je vodil laboratorij, v 1960-ih pa je postal namestnik predstojnika Observatorija za vesoljske raziskave. Potem je vodil odsek Bjurakanskega astrofizikalnega observatorija za vesoljske raziskave. Leta 1971 je ustanovil in vodil Garnijski vesoljskoastrofizikalni laboratorij (Inštitut, 1992–2004). Doktoriral je leta 1948, doktor fizikalno-matematičnih znanosti pa je postal leta 1955. Od leta 1957 je bil profesor.
Od leta 1965 je bil dopisni član Nacionalne akademije znanosti Armenske SSR, od leta 1986 pa njen član.
1. 1 2  Հայկական սովետական հանրագիտարան — Հայկական հանրագիտարան հրատարակչություն, 2000.
2. 1 2  Հայկական համառոտ հանրագիտարան — Հայկական հանրագիտարան հրատարակչություն, 1990. — Vol. 1.